# Nycteribiidae
Nycteribiidae là một họ côn trùng thuộc bộ Hai cánh. Họ này phần lớn được tìm thấy ở vùng nhiệt đới Cựu thế giới, với khoảng 274 loài được ghi nhận.

## Phân loài
- Phân họ Archinycteribiinae Maa, 1975

- Archinycteribia Speiser, 1901

- Phân họ Cyclopodiinae Maa, 1965

- Cyclopodia Kolenati, 1863
- Dipseliopoda Theodor, 1955
- Eucampsipoda Kolenati, 1857
- Leptocyclopodia Theodor, 1959

- Phân họ Nycteribiinae Westwood, 1835

- Basilia Miranda Ribeiro, 1903
- Hershkovitzia Guimarães & d'Andretta, 1956
- Nycteribia Latreille, 1796
- Penicillidia Kolenati, 1863
- Phthiridium Hermann, 1804
- Stereomyia Theodor, 1967